# Renoly Santiago
Renoly Santiago (Lajas, 15 marzo 1974) è un attore portoricano.

## Biografia
Divenne noto per la sua interpretazione di Tito nella serie iniziata nel 1993 CityKids. Successivamente passò al cinema, interpretando Raúl Sanchero in Pensieri pericolosi del 1995. Nel 1996, ha interpreta Ramόn "Phantom Phreak" Sánchez in Hackers e Mikey in Daylight - Trappola nel tunnel.
Nel 1997 interpreta il criminale Ramón "Sally-Can't Dance" Martínez nel film Con Air. In seguito si prese tre anni di pausa dal grande schermo recitando a Broadway nell'opera The Capeman di Paul Simon nei panni di Tony "Umbrella Man" Hernandez, leader della banda The Vampires, un ruolo per il quale gli è valsa una candidatura al Drama Desk nel 1998 come miglior interpretazione in un musical.
Nel 2000, torna a comparire sul schermo nel film a basso budget Punks, nei panni di Dante. Nel 2001  interpreta Miguel Acosta in un episodio de Il tocco di un angelo e compare nelle serie Big Apple e Law & Order: Criminal Intent.
Dal 6 marzo all'8 maggio 2014, ha tenuto corsi di recitazione professionale presso il Centro Culturale William V. Musto nella sua casa d'infanzia a Union City, nel New Jersey. Il corso di dieci settimane è stato avviato come parte del Grace Theatre Workshop e consisteva in monologhi e studi di scena.

## Filmografia parziale
- CityKids – serie TV, (1993-1994)
- CBS Schoolbreak Special – serie TV, un episodio (1995)
- Pensieri pericolosi (Dangerous Minds), regia di John N. Smith (1995)
- Hackers, regia di Iain Softley (1995)
- Daylight - Trappola nel tunnel (Daylight), regia di Rob Cohen (1996)
- Con Air, regia di Simon West (1997)
- Punks, regia di Patrik-Ian Polk (2000)
- Il tocco di un angelo (Touched by an Angel) – serie TV, un episodio (2001)
- Winners & Losers – serie TV, (2013)
- The Night Of - Cos'è successo quella notte? (The Night Of) – serie TV, un episodio (2016)
- Difficult People – serie TV, un episodio (2016)
- The Get Down – serie TV, un episodio (2017)

## Doppiatori italiani
Nelle versioni in italiano delle opere in cui ha recitato, Renoly Santiago è stato doppiato da:
- Marzio Margine in Pensieri pericolosi
- Francesco Meoni in Hackers
- Stefano Onofri in Con Air
- Stefano Brusa in Law & Order: Criminal Intent